# 阿部桂一
阿部 桂一（あべ けいいち、1923年11月11日 - 1991年8月15日）は、日本の脚本家である。
筆名は別に新井 啓（あらい けい）がある。日本シナリオ作家協会会員・功労賞受賞者、日本放送作家協会会員、日本脚本家連盟信託者。フジテレビジョン映画部の五社英雄が手がけたテレビ映画『トップ屋』、『刑事』で頭角を現し『三匹の侍』の成功で知られる。テレビの代表作はほかに『SFドラマ 猿の軍団』、『佐武と市捕物控』等、劇場用映画の代表作には『花と怒濤』等がある。

## 人物・来歴

### 五社英雄とともに
1923年（大正12年）11月11日、宮城県に生まれる。『放送作家年鑑 1966』の阿部の項には東京府（現在の東京都）に生まれた旨の記述がある。
福岡県に移った経緯は不明であるが、1940年（昭和15年）3月、旧制・福岡県中学明善校（現在の福岡県立明善高等学校）を卒業する。その後、日本大学旧工学部に進学するも、中途退学したという説がある。1945年（昭和20年）8月15日、満21歳で第二次世界大戦の終戦を迎えるが、兵役等の経験については伝えられていない。満34歳のとき、日本シナリオ作家協会が主催する「第8回シナリオ・コンクール」にシナリオ『戦争』を応募、1958年（昭和33年）4月に発表された同コンクールで最優秀賞を受賞、同月発行の『シナリオ』誌に全文掲載され、阿部は「入選の感想」として『感慨無量』という小文を寄せている。このときに阿部のほか、岡田光治、川井甫、山本哲郎も入選した。記録に残るもっとも古い時期に映像化された阿部の脚本作品は、同年5月に日本テレビ放送網が放映し同年6月1日に新東宝が配給して劇場公開した中篇映画『犯罪地帯を探せ』（監督森園忠）である。同年7月13日に公開された『夜は俺のものだ』（監督森園忠）以降、当時日活の企画者だった大塚和（1915年 - 1990年）のプロデュース作に多く脚本を提供する。
1959年（昭和34年）6月26日に放映を開始した『刑事』は、当時、フジテレビジョン映画部でテレビ映画を手がけていた五社英雄（1929年 - 1992年）が高松英郎を主演に起用した連続テレビ映画であるが、阿部は、同作で脚本を手がけて以降、フジテレビジョン製作、とくに五社のテレビ映画に多く脚本参加していく。翌1960年（昭和35年）1月31日に放映を開始した『トップ屋』では、当時、新東宝の大部屋俳優でしかなかった丹波哲郎を主人公に起用、丹波をスターダムにのし上げることに成功した。同年9月24日に「東芝土曜劇場」の枠（第80回）で放映された『むしけら』（監督五社英雄）は、同年の第15回文部省芸術祭参加作品として製作され、奨励賞を獲得した。1963年（昭和38年）10月10日に放映を開始した『三匹の侍』では、全26回のうち5話を手がけており、同作は阿部の代表作とされる。1964年（昭和39年）、松竹京都撮影所が製作して同作が劇場用に映画化された際には、柴英三郎（1927年 - ）、五社英雄と共同で脚本に参加、同年5月13日に公開された。同年2月8日に公開された日活映画『花と怒濤』（監督鈴木清順、主演小林旭）にも、同作の美術デザイナーである木村威夫が執筆した脚本をサポートする形で脚本に参加しており、同作は、阿部の劇場用映画の代表作である。

### 刑事ドラマと特撮、テレビアニメ、成人映画
1961年（昭和36年）からはNHK、1965年（昭和40年）5月29日に放映を開始した『乗っていたのは二十七人』からは東映テレビプロダクションが製作する単発・連続もののテレビ映画に起用され始め、日活や大映の映画にも起用され、1960年代には殺人的なスケジュールをこなす売れっ子脚本家になる。1968年（昭和43年）2月1日に放映を開始した『わんぱく探偵団』に参加して以降、虫プロダクション製作による連続アニメーションテレビ映画にも進出する。
渡辺護（1931年 - 2013年）の回想によれば、1965年に監督デビューした渡辺にとっては初期にあたるこの時期、阿部は新井 啓の変名で渡辺の監督する独立系成人映画、いわゆる「ピンク映画」に脚本を提供していたという。渡辺が挙げた阿部の脚本作は、『観音開き 悪道女』（製作東京興映、1971年12月公開）、『濡れ弁天御開帳』（製作大東映画、1972年1月公開）、『好色女体地獄』（製作わたなべぷろだくしょん、1972年4月公開）である。渡辺も指摘している通り、阿部は当時「テレビでものすごく売れっ子のライターだった」。1974年（昭和49年）10月6日に放映を開始した『SFドラマ 猿の軍団』では、円谷プロダクションとの最初の仕事であったが、「第1話の作家」として招聘され、同作のレールを敷き、最終回までの全26話中12話を書いている。円谷プロダクションが次に手がけた『恐竜探険隊ボーンフリー』では、第1話に始まりノンストップで第7話まで書き、最終回までの多くの回の脚本を書いており、以降、1980年（昭和55年）の『ぼくら野球探偵団』まで、同社のメインライターの位置で同社の作品を支えた。
しかしながら、渡辺護の回想によれば、向井寛が製作し渡辺が監督する予定であった『猟奇薔薇奴隷』の脚本を手がける直前、早稲田大学ラグビー部に所属していた最愛の長男が深刻な負傷を負い、いわゆる植物状態になってしまったという。渡辺によれば、阿部は「テレビのホンよりピンクのホンの方がずっと面白い」といい「一本の映画にできるホンを書いてくる」「腕はたしか」な脚本家であったが、向井が阿部に発注した『猟奇薔薇奴隷』は「もうメチャクチャ」「脚本になってない」ものであり、長男の事態に対するショックの大きさを物語っていたという。『猟奇薔薇奴隷』は東映が配給して、1977年（昭和52年）1月22日に公開されたが、確かに、『プロレスの星 アステカイザー』第25話『サタン・デモンの逆襲』（監督深沢清澄）が同年3月24日に放映されて以降、『恐竜大戦争アイゼンボーグ』第1話『恐竜現わる! D戦隊発進せよ!』（監督大塚莞爾）が同年10月7日に放映されるまでの間、阿部には珍しく、半年以上のブランクが空いている。
1980年代に入ると、記録に残る脚本の本数が激減するが、渡辺護によれば、このころは「阿部さんは向井寛の専属みたいになっていた」という。向井の脚本のクレジットの多くは「宗豊」であり、どれが阿部の脚本なのかはわからない。阿部は、1981年（昭和56年）6月12日に公開された「にっかつロマンポルノ」の1作『好色花でんしゃ』（監督渡辺護、主演鹿沼えり）では、原作者の藤本義一、当時の渡辺護の脚本を多く書いた小水一男と共同で脚本を書いており、1983年（昭和58年）3月12日に公開された東映セントラルフイルム製作の『四畳半色の濡衣』（監督向井寛、原作野坂昭如、主演美保純）では、片岡修二と共同で脚本を書いた。
最晩年にあたる1990年（平成2年）、満66歳のころにも、篠原とおるの漫画を原作に向井寛が監督したビデオ映画『女仕置人ゼブラ 1 セクシー篇』（同年10月25日発売）、『女仕置人ゼブラ 2 アクション篇』（同年11月22日発売）を手がけた。それから1年に満たない1991年（平成3年）8月15日、肝不全のため死去した。満67歳没。同年10月に発行された『シナリオ』誌には鬼頭麟兵（1927年 - ）が阿部の追悼文を寄せている。翌1992年（平成4年）、第16回日本シナリオ作家協会功労賞を池上金男（池宮彰一郎、1923年 - 2007年）、井上梅次（1923年 - 2010年）、須崎勝彌（1922年 - 2015年）、富田義朗（1922年 - 2000年）、直居欽哉（1922年 - 1995年）、山田隆之（1923年 - 1994年）、若杉光夫（1922年 - 2008年）といった当時存命の人々、すでに故人であった高橋稔（1931年 - 1991年）、原研吉（1907年 - 1962年）とともに受賞した。

### 再評価
2005年（平成17年）10月9日 - 同年11月5日、ラピュタ阿佐ヶ谷で行われた「日々是好日 監督・春原政久」の特集上映で、脚本作『闇に光る眼』（監督春原政久）が35mmフィルム上映用プリントで上映された。2008年（平成20年）9月28日 - 同年11月22日、同館で行われた「昭和の銀幕に輝くヒロイン 第43弾 香山美子」の特集上映で、脚本作『三匹の侍』が35mmフィルム上映用プリントで上映された。2011年（平成23年）5月22日 - 同年7月16日、同館で行われた「昭和の銀幕に輝くヒロイン 第59弾 松原智恵子」の特集上映で、脚本作『花と怒濤』が35mmフィルム上映用プリントで上映された。2013年（平成25年）5月11日 - 同年6月28日、同館で行われた「戦争と六人の女」の特集上映で、脚本作『四畳半色の濡衣』が35mmフィルム上映用プリントで上映された。同年9月22日 - 同年11月23日、同館で行われた「蔵出し!日活レアもの祭」の特集上映で、脚本作『破れかぶれ』（監督蔵原惟繕）が35mmフィルム上映用プリントで上映された。2014年（平成26年）9月21日 - 同年11月22日、同館で行われた「ミステリ劇場へ、ようこそ。2014」の特集上映で、脚本作『犯罪6号地』（監督村山三男）、同じく『犯行現場』（監督阿部毅）の2作が35mmフィルム上映用プリントで上映された。

## フィルモグラフィ
特筆以外すべて「脚本」である。東京国立近代美術館フィルムセンター（NFC）、デジタル・ミーム等での所蔵状況も記した。

### 1950年代
- 『戦争』 : 1958年4月発表（第8回シナリオ・コンクール最優秀作品）[14][19]
- 『犯罪地帯を探せ』（『犯罪地帯を捜せ』） : 製作松丸青史、監督森園忠、原作樫原一郎、主演高野二郎、製作日米映画・日本テレビ放送網、配給新東宝、1958年6月1日公開（映倫番号 10693）
- 『夜は俺のものだ』 : 企画大塚和、監督森園忠、原作島田一男、主演沢本忠雄、製作・配給日活、1958年7月13日公開（映倫番号 10768）
- 『夜の狼』 : 企画大塚和、監督牛原陽一、原作下村明、主演葉山良二、製作・配給日活、1958年10月8日公開（映倫番号 10891）
- 『消えた私立探偵』 : 製作松丸青史、監督中村純一、原作樫原一郎、主演三原悠子、製作日米映画・日本テレビ放送網、配給新東宝、1958年10月19日公開（映倫番号 10779）
- 『姿なき顔役』 : 企画大塚和、監督若杉光夫、原作島田一男、主演服部哲治、製作・配給日活、1958年11月25日公開（映倫番号 10916）
- 『傷痕の掟』 : 企画大塚和、監督森園忠、原作藤原審爾、主演安井昌二、製作・配給日活、1959年1月3日公開（映倫番号 11035） - 青山民雄と共同で脚本
- 『脅迫の影』 : 企画大塚和、監督若杉光夫、原作関川周、主演青山恭二、製作・配給日活、1959年4月22日公開（映倫番号 11165）
- 『刑事』 : 企画・監督五社英雄、主演高松英郎、製作フジテレビジョン・大映テレビ室、1959年6月26日 - 1960年3月28日放映（連続テレビ映画・スターアンドスターショー・全40回） - 長谷川公之・大野靖子・八木沢武孝らとともに脚本
  - 第38回『救いなき輩』 : 1960年3月14日放映 - 加藤有芳と共同で脚本
- 『爆薬に火をつけろ』（ダイナマイトにひをつけろ） : 企画大塚和、監督蔵原惟繕、原案樽井武、主演小林旭、製作・配給日活、1959年7月5日公開（映倫番号 11298） - 池田一朗と共同で脚本
- 『けだものの詩』 : 監督不明、主演高松英郎、製作フジテレビジョン、1959年11月7日放映（テレビ映画・東芝土曜劇場第35回）
- 『やせ犬』 : 企画・監督五社英雄、主演伊藤雄之助、製作フジテレビジョン、1959年12月19日放映（テレビ映画・東芝土曜劇場第40回）

### 1960年代
- 『トップ屋』 : 企画・監督五社英雄、原作島田一男、主演丹波哲郎、製作フジテレビジョン、1960年1月31日 - 1961年6月25日放映（連続テレビ映画・回数不明） - 島田一男・井崎博之らとともに脚本[13][15]
  - 第26回『報酬 前篇』 : 監督五社英雄、1960年7月24日放映（テレビ映画） - 脚本
  - 第27回『報酬 後篇』 : 監督五社英雄、1960年7月31日放映（テレビ映画） - 脚本
  - 第28回『悪夢 前篇』 : 監督五社英雄、1960年8月7日放映（テレビ映画） - 脚本
  - 第29回『悪夢 後篇』 : 監督五社英雄、1960年8月14日放映（テレビ映画） - 脚本
  - 第59回（副題不明） : 監督五社英雄、1961年3月12日放映（テレビ映画） - 脚本[13]
- 『闇に光る眼』 : 企画大塚和、監督春原政久、原作島田一男、主演川地民夫、製作・配給日活、1960年3月30日公開（映倫番号 11626）
- 『諜報』 : 監督野村浩将、脚本西岡豊・井上一彦、主演二本柳寛、製作フジテレビジョン、1960年4月21日放映開始（連続テレビ映画・回数不明） - 原作
- 『ろくでなし』 : 監督五社英雄、主演多々良純、製作フジテレビジョン、1960年5月7日放映（テレビ映画・東芝土曜劇場第60回）
- 『犯罪6号地』 : 製作中泉雄光、企画塚口一雄、監督村山三男、主演高松英郎、製作大映東京撮影所、配給大映、1960年6月22日公開（映倫番号 12061）
- 『虫けらざむらい』 : 監督五社英雄、主演丹波哲郎、製作フジテレビジョン、1960年6月25日放映（テレビ映画・東芝土曜劇場第67回）
- 『赤い月』 : 監督不明、主演森雅之、製作フジテレビジョン、1960年7月30日放映（テレビ映画・東芝土曜劇場第72回）
- 『東京Gメン』 : 監督不明、主演ロイ・ジェームス、製作フジテレビジョン、1960年8月7日放映開始（連続テレビ映画・全51回） - 小森静男とともに脚本
- 『追われる』 : 監督不明、主演多々良純、製作フジテレビジョン、1960年8月27日放映（テレビ映画・東芝土曜劇場第76回）
- 『むしけら』 : 監督五社英雄、主演多々良純、製作フジテレビジョン、1960年9月24日放映（テレビ映画・東芝土曜劇場第80回・第15回文部省芸術祭奨励賞受賞作品）[13]
- 『犯行現場』 : 製作中泉雄光、企画塚口一雄、監督阿部毅、主演高松英郎、製作大映京都撮影所、配給大映、1960年11月9日公開（映倫番号 21081）
- 『破れかぶれ』 : 企画久保圭之介、監督蔵原惟繕、原案山崎巌、主演川地民夫、製作・配給日活、1961年2月11日公開（映倫番号 12179） - 山田信夫と共同で脚本
- 『いくじなし』 : 監督五社英雄、主演木村功、製作フジテレビジョン、1961年2月11日放映（テレビ映画・東芝土曜劇場第98回）
- 『少年発明王』 : 監督勝俣真喜治、主演山田喜芳、製作共同テレビジョン、1961年2月20日 - 1961年8月14日放映（連続テレビ映画・全26回） - 加藤有芳とともに脚本
- 『社長室』 : 監督野村企鋒、主演仲谷昇、原作城山三郎、製作NHK、1961年4月23日放映（テレビ映画・テレビ指定席）
- 『密航者』 : 監督五社英雄、主演木村功、製作フジテレビジョン、1961年5月6日放映（テレビ映画・東芝土曜劇場第110回）
- 『分散屋篤造』 : 監督井上博、原作城山三郎、主演森雅之、製作NHK、1961年6月11日放映（テレビ映画・テレビ指定席）
- 『東京の川風』 : 監督金子精吾、主演織田政雄、製作NHK、1961年7月23日放映（テレビ映画・テレビ指定席）
- 『機動捜査班 都会の牙』 : 企画柳川武夫、監督小杉勇、脚本松村基夫・堀守夫・遠藤三郎、主演青山恭二、製作・配給日活、1961年8月13日公開（映倫番号 12497）-原作
- 『掛け持ちさん』 : 監督井上博、原作井伏鱒二、主演宮口精二、製作NHK、1961年11月23日放映（テレビ映画）
- 『煮えた欲情』 : 監督五社英雄、原作黒岩重吾、主演丹波哲郎、製作フジテレビジョン、1961年12月2日放映（テレビ映画・東芝土曜劇場第139回）
- 『宮本武蔵』 : 監督五社英雄、原作吉川英治、主演丹波哲郎、製作フジテレビジョン、1961年12月7日 - 1962年9月26日放映（連続テレビ映画・全43回）
- 『講談浪曲ドラマ 人生劇場』 : 監督富久進次郎、原作尾崎士郎、主演森繁久彌、製作NHK、1962年1月1日放映（テレビ映画）
- 『虚報』 : 監督不明、原作加納一朗、主演多々良純、製作フジテレビジョン、1962年3月3日放映（テレビ映画・東芝土曜劇場第152回）
- 『浪曲ドラマ 続人生劇場』 : 監督富久進次郎、原作尾崎士郎、主演森繁久彌、製作NHK、1962年3月21日放映（テレビ映画）
- 『雪の降る街に』 : 企画塚口一雄、監督村野鉄太郎、主演高原巧、製作大映東京撮影所、配給大映、1962年4月4日公開（映倫番号 12730）
- 『浪曲ドラマ 姿三四郎』 : 監督富田常雄、主演舟橋元、製作NHK、1962年4月4日 - 同年4月25日放映（連続テレビ映画・浪曲ドラマ・全4回）
- 『爪』 : 監督山田達雄、原作水上勉、主演大木実、製作NHK、1962年4月21日放映（テレビ映画・テレビ指定席）
- 『だにとダイヤモンド』 : 監督五社英雄、主演丹波哲郎、製作フジテレビジョン、1962年5月19日放映（テレビ映画・東芝土曜劇場第163回）
- 『地獄の夜は真紅だぜ』（じごくのよるはまっかだぜ） : 企画柳川武夫、監督野口博志、主演小林旭、製作・配給日活、1962年9月22日公開（映倫番号 12930） - 加藤有芳と共同で脚本
- 『続 地方記者』 : 製作津田昭、監督田中知巳・川上衆司、主演小山田宗徳、製作日本テレビ放送網芸能局、1962年10月6日 - 1963年1月26日放映（連続テレビ映画・全39回） - 池田一朗・椎名竜治・若杉光夫・高橋玄洋とともに脚本[13]
- 第11話『悲しき殊勲賞』 : 1962年12月15日放映（テレビ映画）[13]
- 『けいせんや』 : 監督斎村和彦、原作黒岩重吾、主演山形勲、製作NHK、1962年10月27日放映（テレビ映画・テレビ指定席）
- 『あすをつげる鐘 木下藤吉郎』 : 監督堀江昭一郎、主演天野鎮雄、製作NHK、1962年11月29日放映（連続テレビ映画・あすをつげる鐘・全4回）
- 『婦系図』 : 監督不明、原作泉鏡花、主演花柳喜章、製作NHK、1962年12月5日 - 同年12月26日放映（連続テレビ映画・浪曲ドラマ・全4回）
- 『噂始末 前編・後編』 : 監督安江泰雅、原作松本清張、主演金子信雄、製作NHK、1962年12月20日 - 同年12月21日放映（テレビ映画・黒の組曲第37集）
- 『聖夜の血痕』 : 監督不明、主演多々良純、製作フジテレビジョン、1962年12月28日放映（テレビ映画・プリンススリラー劇場）
- 『凶器 前編・後編』 : 監督中山たかし、原作松本清張、主演友部光子、製作NHK、1963年1月11日放映（テレビ映画・黒の組曲第39集）
- 『唐人お吉』 : 監督岡部重孝、主演千之赫子、製作NHK、1963年4月17日放映（テレビ映画・浪曲ドラマ）
- 『望郷の合唱』 : 監督北代博、原作会田雄次、主演久米明、製作NET、1963年4月22日放映（テレビ映画・ポーラ名作劇場第16回）
- 『季節のない街』 : 監督五社英雄、原作山本周五郎、主演多々良純、製作フジテレビジョン、1963年4月29日放映（テレビ映画・シャープ月曜劇場第3回）
- 『不如帰』 : 監督不明、原作徳富蘆花、主演神山寛、製作NHK、1963年6月26日放映（テレビ映画・浪曲ドラマ）
- 『敗北のとき』 : 監督斎村和彦、原作結城昌治、主演佐藤慶、製作NHK、1963年9月14日放映（テレビ映画・テレビ指定席）
- 『三匹の侍』 : 企画五社英雄、原作柴英三郎、主演丹波哲郎・平幹二朗・長門勇、製作フジテレビジョン、1963年10月10日 - 1964年4月9日放映（連続テレビ映画・第1シリーズ・全26回）
  - 第2話『剣法無頼』 : 監督五社英雄、1963年10月17日放映（テレビ映画）
  - 第9話『群狼乱舞』 : 監督五社英雄、1963年12月12日放映（テレビ映画）
  - 第18話『浪人悲章』 : 監督五社英雄、1964年2月13日放映（テレビ映画）
  - 第19話『剣風流転』 : 監督五社英雄、1964年2月20日放映（テレビ映画）
  - 第23話『剣影無情』 : 監督五社英雄、1964年3月19日放映（テレビ映画）
- 『0のアングル』 : 主演佐々木孝丸、製作フジテレビジョン、1963年11月2日 - 1964年1月25日放映（連続テレビ映画・東芝土曜劇場第239回 - 第251回・全13回）
  - 第2回『自殺の裏側』 : 監督岡田太郎、1963年11月9日放映（テレビ映画・東芝土曜劇場第240回）
  - 第4回『罠』 : 監督戸崎春雄、1963年11月23日放映（テレビ映画・東芝土曜劇場第242回）
  - 第10回『黒い舗道』 : 監督岡田太郎、1964年1月4日放映（テレビ映画・東芝土曜劇場第248回）
- 『由井正雪』 : 監督広江均、主演東宮秀樹、製作NHK、1963年12月18日放映（テレビ映画・講談ドラマ）
- 『坂崎出羽守』 : 監督安井恭司、原作山本有三、主演玉川伊佐男、製作NHK、1964年1月29日放映（テレビ映画・講談浪曲ドラマ）
- 『花と怒濤』 : 企画柳川武夫、監督鈴木清順、原作青山光二・舟橋和郎、美術木村威夫、主演小林旭、製作・配給日活、1964年2月8日公開（映倫番号 13484） - 木村威夫と共同で脚本、92分の上映用プリントをNFCが所蔵[5]・2006年日活がDVDを発売[14]
- 『あけぼの』 : 監督広江均、原作林房雄、主演花柳喜章、製作NHK、1964年4月9日放映（テレビ映画・風雪）
- 『三匹の侍』 : 製作岸本吟一・丹波哲郎、企画さむらいプロダクション・フジテレビジョン、監督五社英雄、主演丹波哲郎・平幹二朗・長門勇、製作松竹京都撮影所、配給松竹、1964年5月13日公開（映倫番号 13579） - 柴英三郎・五社英雄と共同で脚本、93分の上映用プリントをNFCが所蔵[5]
- 『貰いッ子』 : 監督奈良井仁（奈良井仁一）、主演殿山泰司、製作NET、1964年7月5日放映（テレビ映画・日本映画名作ドラマ）
- 『三匹の侍』 : 企画五社英雄、原作柴英三郎、主演丹波哲郎・平幹二朗・長門勇、製作フジテレビジョン、1964年10月1日 - 1965年4月15日放映（連続テレビ映画・第2シリーズ・全27回）
  - 第7話『剣風繚乱』 : 監督藤井謙一、1964年11月26日放映（テレビ映画）
  - 第10話『愁刃有情』 : 監督尾崎長、1964年12月17日放映（テレビ映画）
- 『隧道』 : 監督斎村和彦、原作檀上完爾、主演吉野憲司、製作NHK、1964年10月24日放映（テレビ映画・テレビ指定席）
- 『霧の中』 : 監督奈良井仁一、主演長門勇、製作NET、1964年12月27日放映（テレビ映画・明星女性劇場）
- 『判決』 : 製作NET、1962年10月16日 - 1966年8月10日放映（連続テレビ映画・全200回）
  - 第116回『きずな』 : 監督八橋卓、主演河内桃子・南風洋子、1964年12月30日放映（テレビ映画）
  - 第123回『天使』 : 監督八橋卓、主演中原ひとみ、1965年2月17日放映（テレビ映画）
- 『甲州遊侠伝 俺はども安』 : 原案五社英雄、主演砂塚秀夫、製作国際放映、1965年2月14日 - 同年8月8日放映（連続テレビ映画・全26回）
  - 第7話『金十両』 : 監督五社英雄、1965年3月28日放映（テレビ映画）
  - 第11話『どろぼう猫』 : 監督土屋啓之助、1965年4月25日放映（テレビ映画）
  - 第24話『きずな街道』 : 監督吉野安雄、1965年7月25日放映（テレビ映画）
- 『三人の求婚者』 : 監督小野田嘉幹、原作有馬頼義、主演稲垣美穂子、製作NHK、1965年3月13日放映（テレビ映画・テレビ指定席）
- 『国際事件記者』 : 原作大森実、主演山内明、製作国際放映、1965年3月10日 - 同年7月28日放映（連続テレビ映画・全20回）
  - 第11話 : 監督小野田嘉幹、1965年5月19日放映（テレビ映画）
- 『たらちね』 : 監督片岡博彦、原作正岡容、主演古今亭志ん朝、製作NHK、1965年3月21日放映（テレビ映画）
- 『乗っていたのは二十七人』 : 企画吉津正・塙淳一、原作笹沢左保、主演高松英郎、製作東映テレビプロダクション、1965年5月29日 - 同年11月13日放映（連続テレビ映画・全25話）
  - 第3話『現金百万円』 : 監督今村農夫也、1965年6月12日放映（テレビ映画）
  - 第4話『生きていた!』 : 監督今村農夫也、1965年6月19日放映（テレビ映画）
  - 第9話『狂犬』 : 監督鈴木敏郎、1965年7月24日放映（テレビ映画）
  - 第10話『襲撃』 : 監督鈴木敏郎、1965年7月31日放映（テレビ映画）
  - 第13話『失踪』 : 監督鈴木敏郎、1965年8月21日放映（テレビ映画）
  - 第15話『張込み』 : 監督今村農夫也、1965年9月4日放映（テレビ映画）
  - 第16話『脅迫』 : 監督今村農夫也、1965年9月11日放映（テレビ映画）
  - 第21話『愛と憎しみと』 : 監督渡辺成男、1965年10月16日放映（テレビ映画）
  - 第22話『女狐』 : 監督渡辺成男、1965年10月23日放映（テレビ映画）
- 『刑事』 : 原案五社英雄、主演森川信、製作国際放映、1965年10月5日 - 同年12月28日放映（連続テレビ映画・全12回）
  - 第8話 : 監督五社英雄、1965年11月23日放映（テレビ映画）
- 『黄色い風土』 : 企画吉津正・塙淳一、監督渡辺成男・今村農夫也、原作松本清張、主演西沢利明、製作東映テレビプロダクション、1965年11月20日 - 1966年4月16日放映（連続テレビ映画・全22回） - 佐治乾とともに脚本
  - 第3話 : 監督渡辺成男
  - 第4話 : 監督渡辺成男
  - 第10話 : 監督今村農夫也
  - 第15話 : 監督渡辺成男
- 『木洩れ日』 : 監督安井恭司、原作城山三郎、主演岡田英次、製作NHK、1966年2月17日放映（テレビ映画・NHK劇場 愛のシリーズ）
- 『特ダネ記者』 : 主演二谷英明、製作日活テレビ部、1966年4月23日 - 1967年10月7日放映（連続テレビ映画・全50話）
  - 第14回『ダイヤモンド作戦』 : 監督遠藤三郎、1966年10月15日放映（テレビ映画）
  - 第17回『狼が来るぞ!』 : 監督小杉勇、1966年11月5日放映（テレビ映画）
  - 第24回『女は魔物』 : 監督小杉勇、1966年12月24日放映（テレビ映画）
  - 第28回『涙の裏側』 : 監督堀池清、1967年1月21日放映（テレビ映画）
  - 第37回『早春の悲歌』 : 監督春原政久、1967年3月25日放映（テレビ映画）
  - 第44回『虎穴に入らずんば…』 : 監督遠藤三郎、1967年5月27日放映（テレビ映画）
- 『ガンかて笑って死ねるんや』 : 企画本田延三郎・吉津正、監督今井正、主演松村達雄、製作東映テレビプロダクション、1966年9月10日 - 同24日放映（テレビ映画・今井正アワー・全3回）
- 『とぼけた奴ら』 : 主演千秋実、製作東映テレビプロダクション、1967年10月6日 - 1968年3月29日放映（連続テレビ映画・全26話）
  - 第3回『ダイナマイトが口笛を吹く』 : 監督今村農夫也、1967年10月20日放映（テレビ映画）
  - 第4回『白いコルトとルーレット』 : 監督松島稔、1967年10月27日放映（テレビ映画）
  - 第6回『プレイボーイ・危機一髪』 : 監督今村農夫也、1967年11月10日放映（テレビ映画）
  - 第7回『殺し屋が霊柩車でやって来る』 : 監督今村農夫也、1967年11月17日放映（テレビ映画）
  - 第10回『お茶とギャンブルに気をつけろ』 : 監督松島稔、1967年12月8日放映（テレビ映画）
  - 第16回『夜の来訪者』 : 監督今村農夫也、1968年1月19日放映（テレビ映画）
  - 第17回『地獄から来たあいつ』 : 監督松島稔、1968年1月26日放映（テレビ映画）
  - 第21回『貴様も俺も大幹部』 : 監督北村秀敏、1968年2月23日放映（テレビ映画）
- 『ある勇気の記録』 : 原作中国新聞社報道部、主演滝田裕介、製作中国放送・東映テレビプロダクション、1966年10月7日 - 1967年5月26日放映（連続テレビ映画・全34回）
  - 第11回『黒い港』 : 監督今村農夫也、1966年12月16日放映（テレビ映画）
  - 第12回『市民の敵』 : 監督北村秀敏、1966年12月23日放映（テレビ映画）
  - 第19回『掟とは何だ』 : 監督今村農夫也、1967年2月10日放映（テレビ映画）
  - 第27回『三月十八日の記事』 : 監督渡辺成男、1967年4月7日放映（テレビ映画）
  - 第28回『白昼の脱出』 : 監督渡辺成男、1967年4月14日放映（テレビ映画）
- 『七つの顔の男』 : 原作比佐芳武、主演高城丈二、製作東映テレビプロダクション、1967年10月29日 - 1968年1月21日放映（連続テレビ映画・全13話）
  - 第8回『可愛いオモチャに手を出すな』 : 監督永野靖忠、1967年12月17日放映（テレビ映画）
  - 第10回『白い影を追え!』 : 監督渡辺成男、1967年12月31日放映（テレビ映画）
- 『わんぱく探偵団』 : 企画もりまさき、原作江戸川乱歩、声の主演江角英明、製作虫プロダクション、1968年2月1日 - 同年9月26日放映（連続テレビアニメーション映画・全35話） - 2005年コロムビアミュージックエンタテインメントがDVD（全6枚）を発売[14]
  - 第1話『二十面相登場』 : 監督りんたろう、1968年2月1日放映（テレビアニメーション映画）
  - 第5話『悪魔島の秘密』 : 監督平田敏夫、1968年2月29日放映（テレビアニメーション映画）
  - 第6話『幻の鬼面城』 : 監督波多正美、1968年3月7日放映（テレビアニメーション映画）
  - 第8話『謎の幽霊寺』 : 監督北野英明、1968年3月21日放映（テレビアニメーション映画）
  - 第11話『黒猫博士』 : 監督平田敏夫、1968年4月11日放映（テレビアニメーション映画）
  - 第12話『恐怖の毒蜘蛛』 : 監督上梨満雄、1968年4月18日放映（テレビアニメーション映画）
  - 第16話『魔の海賊船』 : 監督出崎統、1968年5月16日放映（テレビアニメーション映画）
  - 第17話『天空の魔人』 : 監督瀬山よしふみ、1968年5月23日放映（テレビアニメーション映画）
  - 第22話『鬼面城の秘密』 : 監督村野守美、1968年6月27日放映（テレビアニメーション映画）
  - 第23話『灰色の巨人』 : 監督上梨満雄、1968年7月4日放映（テレビアニメーション映画）
  - 第26話『地獄谷の脱出』 : 監督出崎統、1968年7月25日放映（テレビアニメーション映画）
  - 第31話『海底封鎖作戦』 : 監督林政行、1968年8月29日放映（テレビアニメーション映画）
- 『佐武と市捕物控』 : 原作石森章太郎、監修松田定次、製作虫プロダクション・東映動画・スタジオゼロ、1968年10月3日 - 1969年9月24日放映（連続テレビアニメーション映画・全52話） - 2005年コロムビアミュージックエンタテインメントがDVD（全10枚）を発売[14]
  - 第3話『般若』 : 監督りんたろう・真崎守、声の主演富山敬、1968年10月17日放映（テレビアニメーション映画）
  - 第7話『涙の逆手斬り』 : 監督りんたろう・真崎守、声の主演富山敬、1968年11月14日放映（テレビアニメーション映画）
  - 第12話『首のない死体』 : 監督上梨満雄、声の主演富山敬、1968年12月19日放映（テレビアニメーション映画）
  - 第14話『荒野の魔犬シャマイクル』 : 監督村野守美、声の主演富山敬、1969年1月2日放映（テレビアニメーション映画）
  - 第15話『大江戸番外地』 : 監督上梨満雄、声の主演富山敬、1969年1月9日放映（テレビアニメーション映画）
  - 第21話『魔窟の罠』 : 監督上梨満雄、声の主演富山敬、1969年2月20日放映（テレビアニメーション映画）
  - 第27話『地獄の用心棒』 : 監督りんたろう、声の主演富山敬、1969年4月2日放映（テレビアニメーション映画）
  - 第29話『座頭殺し』 : 監督林政行、声の主演富山敬、1969年4月16日放映（テレビアニメーション映画）
  - 第33話『母のない子の子守唄』 : 監督林政行、声の主演富山敬、1969年5月14日放映（テレビアニメーション映画）
  - 第34話『暗い殺しの夜が来る』 : 監督吉良敬三、声の主演井上真樹夫、1969年5月21日放映（テレビアニメーション映画）
  - 第43話『まぼろしが私を殺す』 : 監督石黒昇・棚橋一徳、声の主演井上真樹夫、1969年7月23日放映（テレビアニメーション映画）
  - 第47話『これが男というものさ』 : 監督林政行、声の主演井上真樹夫、1969年8月20日放映（テレビアニメーション映画）
  - 第51話『人の情のある限り』 : 監督林政行、声の主演井上真樹夫、1969年9月17日放映（テレビアニメーション映画）
- 『裸の町』 : 原作五木寛之、主演宍戸錠、製作東映テレビプロダクション、1968年10月5日 - 1969年4月5日放映（連続テレビ映画・全25話）
  - 第7話『狼が渇いたとき』 : 監督永野靖忠、1968年11月16日放映（テレビ映画）
  - 第11話『祖国を遠く離れて』 : 監督永野靖忠、1968年12月14日放映（テレビ映画）
  - 第14話『波止場の人』 : 監督今村農夫也、1969年1月4日放映（テレビ映画）
- 『東京バイパス指令』 : 企画市川久夫・吉田精弥・神谷一夫・銀谷精一、主演夏木陽介、製作国際放映・東宝、1968年11月8日 - 1970年1月30日放映（連続テレビ映画・全65回）
  - 第4話『拳銃の秘密』 : 監督古川卓巳、1968年11月29日放映（テレビ映画）
  - 第6話『囮はダイヤだ』 : 監督島津昇一、1968年12月13日放映（テレビ映画）
  - 第9話『危機一髪』 : 監督古川卓巳、1969年1月3日放映（テレビ映画）
  - 第12話『恐怖のナイフ』 : 監督松森健、1969年1月24日放映（テレビ映画）
  - 第18話『消えた女』 : 監督松森健、1969年3月7日放映（テレビ映画）
  - 第23話『天国の霊柩車』 : 監督松森健、1969年4月11日放映（テレビ映画）
  - 第29話『プレイボーイ作戦』 : 監督野崎貞夫、1969年5月23日放映（テレビ映画）
- 『プロフェッショナル』 : 主演天田俊明、製作NMC、1969年10月5日 - 1970年3月29日放映（連続テレビ映画・ヤングアクションシリーズ・全18回）
  - 第3話『恐怖の現金』 : 監督西河健治、1969年10月19日放映（テレビ映画）
  - 第4話『大あばれ密輸ルート』 : 監督永野靖忠、1969年10月26日放映（テレビ映画）
  - 第7話『拳銃はかなしい女の歌さ』 : 監督西河健治、1969年11月16日放映（テレビ映画・5人の危険屋 プロフェッショナル）
  - 第18話『恐怖の現金』 : 監督西河健治、1970年2月1日放映（テレビ映画・5人の危険屋 プロフェッショナル）

### 1970年代
- 『へこたれんぞ』 : 演出加地通泰、主演川島朗・河野秋武、製作NHK、1970年4月11日 - 1971年4月3日放送（連続テレビドラマ・子供の時間）
- 『観音開き 悪道女』 : 監督渡辺護、製作東京興映、配給新東宝興業、1971年12月2日審査・同月公開（成人映画・映倫番号 不明） - 「新井啓」名義で脚本[16]、上映用プリントをNFCが所蔵
- 『濡れ弁天御開帳』 : 監督渡辺護、主演林美樹、製作大東映画、配給大蔵映画、1971年12月10日審査・1972年1月公開（成人映画・映倫番号 17011） - 「新井啓」名義で脚本[16]
- 『好色女体地獄』 : 監督渡辺護、主演水木涼子、製作わたなべぷろだくしょん、配給大蔵映画、1972年4月5日審査・同月公開（成人映画・映倫番号 17141） - 「新井啓」名義で脚本[9]
- 『SFドラマ 猿の軍団』 : 原作小松左京・豊田有恒・田中光二、主演潮哲也・徳永れい子、製作円谷プロダクション、1974年10月6日 - 1975年3月30日放映（連続テレビ映画・全26話） - 脚本、原版が現存・2014年東映ビデオがDVDを発売[14]
  - 第1話『飛び込んだ謎の世界』 : 監督深沢清澄、1974年10月6日放映（テレビ映画）
  - 第2話『魔境へ! 脱出』 : 監督深沢清澄、1974年10月13日放映（テレビ映画）
  - 第4話『ペペと次郎の友情』 : 監督奥中惇夫、1974年10月27日放映（テレビ映画）
  - 第6話『人間の味方現わる?』 : 監督奥中惇夫、1974年11月10日放映（テレビ映画）
  - 第9話『かわいい人間よ お嫁になって』 : 監督香月俊一郎、1974年12月1日放映（テレビ映画）
  - 第12話『喜びのめぐり会いと空飛ぶ円盤』 : 監督深沢清澄、1974年12月22日放映（テレビ映画）
  - 第15話『人間が埋めたタイム・カプセル発見!!』 : 監督土屋統吾郎、1975年1月12日放映（テレビ映画）
  - 第18話『なぜ人間が少なくなったか?』 : 監督土屋統吾郎、1975年2月2日放映（テレビ映画）
  - 第19話『猿に味方する奴は誰?』 : 監督土屋統吾郎、1975年2月9日放映（テレビ映画）
  - 第21話『愛する猿への伝言』 : 監督深沢清澄、1975年2月23日放映（テレビ映画）
  - 第25話『コンピューターは人間より偉いか?』 : 監督深沢清澄、1975年3月23日放映（テレビ映画）
  - 第26話『喜びの帰還』 : 監督深沢清澄、1975年3月30日放映（テレビ映画・最終回）
- 『ハックルベリィの冒険』 : 監督光延博愛・小華和為雄・樋口雅一、原作マーク・トウェイン、声の主演野沢雅子、製作ヘラルドエンタープライズ・グループタック、1976年1月2日 - 同年6月25日放映（連続テレビアニメーション映画・全26回） - 佐々木守・吉田喜昭とともに脚本
- 『満天の星』 : 監督白井更生・野崎貞夫、主演生田悦子、製作東海テレビ放送・円谷プロダクション、1976年2月9日 - 同年4月2日放映（連続テレビ映画・全40回） - 馬場当・竹内勇太郎とともに脚本
- 『恐竜探険隊ボーンフリー』 : 監修小畠郁生、声の主演森功至、製作円谷プロダクション、1976年10月1日 - 1977年3月25日放映（連続特撮アニメテレビ映画・全25話） - 2003年東宝がDVDビデオグラム（5枚）を発売[14]
  - 第1話『行け! ボーンフリー号』 : 監督高野宏一、1976年10月1日放映（テレビ映画）
  - 第2話『恐怖の肉食恐竜 アロサウルス』 : 監督高野宏一、1976年10月8日放映（テレビ映画）
  - 第3話『ブロントサウルスを救え!』 : 監督高野宏一、1976年10月15日放映（テレビ映画）
  - 第4話『砂漠の暴れん坊 ティラノサウルス』 : 監督高野宏一、1976年10月22日放映（テレビ映画）
  - 第5話『トリケラトプスの卵を守れ!』 : 監督高野宏一、1976年10月29日放映（テレビ映画）
  - 第6話『トラコドンの涙』 : 監督高野宏一、1976年11月5日放映（テレビ映画）
  - 第7話『親にはぐれたステゴサウルス』 : 監督高野宏一、1976年11月12日放映（テレビ映画）
  - 第13話『台地の帝王 ゴルゴサウルス』 : 監督高野宏一、1976年12月24日放映（テレビ映画）
  - 第14話『飛べ! テラノドン』 : 監督鈴木清、1977年1月7日放映（テレビ映画）
  - 第17話『キングバトラーの最期!』 : 監督高野宏一、1977年1月28日放映（テレビ映画）
  - 第18話『復讐の鬼 レディ・バトラー』 : 監督高野宏一、1977年2月4日放映（テレビ映画）
  - 第23話『人喰い恐竜を倒せ!』 : 監督高野宏一、1977年3月11日放映（テレビ映画）
  - 第24話『謎の恐竜 エゾサウルス』 : 監督高野宏一、1977年3月18日放映（テレビ映画）
  - 第25話『恐竜よいつまでも!』 : 監督高野宏一、1977年3月25日放映（テレビ映画）
- 『プロレスの星 アステカイザー』 : 原作永井豪・石川賢、主演島村美輝、製作円谷プロダクション・萬年社、1976年10月7日 - 1977年3月31日放映（連続テレビ映画・全26話）
  - 第5話『誘拐魔 ブラック・ミストの恐怖』 : 監督深沢清澄、1976年11月4日放映（テレビ映画）
  - 第6話『少年よ見よ! アステカイザーの闘志を』 : 監督深沢清澄、1976年11月11日放映（テレビ映画）
  - 第9話『とどけ! この哀しき祈り』 : 監督深沢清澄、1976年12月2日放映（テレビ映画）
  - 第10話『危うし! アステカイザー』 : 監督深沢清澄、1976年12月9日放映（テレビ映画）
  - 第13話『二人のアステカイザー』 : 監督深沢清澄、1976年12月30日放映（テレビ映画）
  - 第14話『アステカイザーの正体を見た!?』 : 監督深沢清澄、1977年1月6日放映（テレビ映画）
  - 第20話『殺人レスラーの涙』 : 監督東條昭平、1977年2月17日放映（テレビ映画）
  - 第21話『奪われたアステカの星!』 : 監督深沢清澄、1977年2月24日放映（テレビ映画）
  - 第24話『零下700度の恐怖』 : 監督東條昭平、1977年3月17日放映（テレビ映画）
  - 第25話『サタン・デモンの逆襲』 : 監督深沢清澄、1977年3月24日放映（テレビ映画）
- 『猟奇薔薇奴隷』 : 監督渡辺護、主演北斗レミカ、製作ユニバースプロモーション、配給東映、1977年1月22日公開（映倫番号 18985） - 「羽仁大介」名義で脚本[15]
- 『恐竜大戦争アイゼンボーグ』 : 総指揮円谷皐、主演上恭ノ介、製作円谷プロダクション、1977年10月7日 - 1978年6月30日放映（連続特撮アニメテレビ映画・全39話）
  - 第1話『恐竜現わる! D戦隊発進せよ!』 : 監督大塚莞爾、1977年10月7日放映（テレビ映画）
  - 第2話『危機一髪! 愛と善』 : 監督大塚莞爾、1977年10月14日放映（テレビ映画）
  - 第5話『危うし! 愛と善 放射能を消せ!』 : 監督大木淳、1977年11月4日放映（テレビ映画）
  - 第10話『決死の少女救出作戦!』 : 監督満田かずほ、1977年12月9日放映（テレビ映画）
  - 第12話『生か! 死か! 激流に賭ける命』 : 監督深沢清澄、1977年12月23日放映（テレビ映画）
  - 第21話『激突! 恐竜魔王対アイゼンボー』 : 監督満田かずほ、1978年2月24日放映（テレビ映画）
  - 第25話『鳥居博士を救え! 天狗岩の決戦』 : 監督東條昭平、1978年3月24日放映（テレビ映画）
  - 第31話『出現! もう一人のアイゼンボー』 : 監督東條昭平、1978年5月5日放映（テレビ映画）
  - 第39話『さよならアイゼンボーグ』 : 監督満田かずほ、1978年6月30日放映（テレビ映画・最終回）
- 『スターウルフ』 : 監修糸川英夫、主演東竜也、製作円谷プロダクション、1978年4月2日 - 同年6月25日放映（連続テレビ映画・全13話） - 脚本、原版が現存・2014年東映ビデオがDVDを発売[14]
  - 第1話『さすらいのスターウルフ』 : 監督深沢清澄、1978年4月2日放映（テレビ映画）
  - 第5話『スーパーウェポンの秘密』 : 監督深沢清澄、1978年4月30日放映（テレビ映画）
  - 第11話『未知の星の地雷原』 : 監督金谷稔、1978年6月11日放映（テレビ映画）
- 『恐竜戦隊コセイドン』 : 主演大西徹也、製作円谷プロダクション、1978年7月7日 - 1979年6月29日放映（連続テレビ映画・全52話）
  - 第24回『食肉恐獣バリバァ 赤い花の恐怖』 : 監督平山公夫、1978年12月15日放映（テレビ映画）
  - 第26回『磁力パニック コセイドン発進不能』 : 監督外山徹、1978年12月29日放映（テレビ映画）
- 『ザ☆ウルトラマン』第1話『新しいヒーローの誕生!!』 : 監督石田昌久、声の主演伊武雅之、製作円谷プロダクション、1979年4月4日放映（テレビアニメーション映画）
- 『下落合焼とりムービー』 : 企画高平哲郎・赤塚不二夫、プロデューサー向江寛城、監督山本晋也、脚本高平哲郎・赤塚不二夫・滝大作、主演所ジョージ、製作東映セントラルフイルム・獅子プロダクション、配給東映、1979年6月23日公開（映倫番号 19803） - 「阿部桂一さん」名義で出演、86分の上映用プリントをNFCが所蔵[5]

### 1980年代
- 『ぼくら野球探偵団』 : 主演堤大二郎、製作円谷プロダクション、1980年4月22日 - 同年9月22日放映（連続テレビ映画・全18話）
  - 第3回『クイズ番組を守れ』 : 監督外山徹、1980年5月6日放映（テレビ映画）
  - 第6回『赤マント 警視総監に挑戦』 : 監督外山徹、1980年5月27日放映（テレビ映画）
  - 第11回『赤マント 世界ちん記録を盗む』 : 監督外山徹、1980年7月14日放映（テレビ映画）
  - 第13回『シージャック 海を行く赤マント』 : 監督岡本弘、1980年8月4日放映（テレビ映画）
  - 第15回『熱狂赤マント ロックスター人質作戦』 : 監督深沢清澄、1980年8月18日放映（テレビ映画）
- 『好色花でんしゃ』 : 企画奥村幸士・岩渕輝義、プロデューサー斎藤雅則、監督渡辺護、原作藤本義一、主演鹿沼えり、製作ピンクリボン賞映画製作実行委員会、製作協力現代映像企画、配給にっかつ、1981年6月12日公開（成人映画・映倫番号 不明） - 藤本義一・小水一男と共同で脚本
- 『四畳半色の濡衣』 : 企画大曲暎一・佐野日出夫、監督向井寛、原作野坂昭如、主演美保純、製作東映セントラルフイルム、配給東映、1983年3月12日公開（映倫番号 111064） - 片岡修二と共同で脚本、2013年東映ビデオがDVDを発売[14]
- 『いのち・ヨーイ・ドン!!』 : 監督香坂信之、主演ミヤコ蝶々、製作讀賣テレビ放送、1988年12月29日放映（テレビ映画・木曜ゴールデンドラマ）

### 1990年代
- 『女仕置人ゼブラ 1 セクシー篇』 : 監督向井寛、原作篠原とおる、主演柏原芳恵、製作バンダイ、1990年10月25日発売（ビデオ映画） - 宗豊と共同で脚本
- 『女仕置人ゼブラ 2 アクション篇』 : 監督向井寛、原作篠原とおる、主演柏原芳恵、製作バンダイ、1990年11月22日発売（ビデオ映画） - 宗豊と共同で脚本
- 『ハックルベリィの冒険』 : 監督光延博愛・小華和為雄・樋口雅一、原作マーク・トウェイン、声の主演野沢雅子、製作ヘラルドエンタープライズ・グループタック、配給日本ヘラルド映画、1991年8月16日公開（映倫番号 不明） - 佐々木守・吉田喜昭と共同で脚本

## ビブリオグラフィ
国立国会図書館蔵書を中心とした一覧である。

### 雑誌掲載

#### 1950年代
- 「戦争」阿部桂一（第八回シナリオ・コンクール最優秀作品） : 『シナリオ』第14巻第4号通巻第118号所収、シナリオ作家協会、1958年4月発行、p. 52-75.
- 「入選の感想 『感慨無量』『ちょっぴり不満』『書くことこそ』『遺恨十年の弁』」阿部桂一・岡田光治・川井甫・山本哲郎 : 同上、p. 42-44.
- 「試写室 『悪魔の発明』」阿部桂一 : 『シナリオ』第15巻第5号通巻第131号所収、シナリオ作家協会、1959年5月発行、p. 57.
- 「場面転換についての考察」阿部桂一 : 『シナリオ』第15巻第9号通巻第135号所収、シナリオ作家協会、1959年9月発行、p. 50-53.
- 「不自由な処女地 テレビドラマの制約について」阿部桂一 : 『シナリオ』第15巻第12号通巻第138号所収、シナリオ作家協会、1959年12月発行、p. 26-29.

#### 1960年代
- 「新しい時代のテーマ」池田忠雄・白石浩三・柳沢類寿・甲斐久尊・猪俣勝人・川内康範・池俊行・若杉光夫・谷口千吉・阿部桂一・水木洋子・井手雅人・高橋治・田辺虎男・梅田晴夫・直居欽哉・三村伸太郎・星川清司・白坂依志夫・西沢裕・木村恵吾・椎名利夫・木村武・岡田豊・西島大・柴英三郎・村田武雄・片岡薫・関沢新一・鈴木岬一・寺田信義・高橋二三 : 『シナリオ』第16巻第1号通巻第139号所収、シナリオ作家協会、1960年1月発行、p. 32-35.
- 「試写室 『ボクはむく犬』」阿部桂一 : 同上、p. 71.
- 「試写室 『唇によだれ』」阿部桂一 : 『シナリオ』第16巻第6号通巻第144号所収、シナリオ作家協会、1960年6月発行、p. 57.
- 「新鋭シナリオ特集 第8回シナリオ・コンクール入選作家の野心作 『五匹の紳士たち』」阿部桂一・五社英雄 : 『シナリオ』第17巻第8号通巻第158号所収、シナリオ作家協会、1961年8月発行、p. 106-137.
- 「某月某日」楠田芳子・阿部桂一 : 『シナリオ』第18巻第2号通巻第164号所収、シナリオ作家協会、1962年2月発行、p. 82.
- 「第13回シナリオ・コンクール 審査経過・選評」沢村勉・柳井隆雄・井手俊郎・岸松雄・新藤兼人・新井一・阿部桂一・八木保太郎・植草圭之助・棚田吾郎・長瀬喜伴・山内久・山田信夫・寺山修司 : 『シナリオ』第19巻第4号通巻第178号所収、シナリオ作家協会、1963年4月発行、p. 125-129.
- 「試写室 『祖国は誰れのものぞ』」阿部桂一 : 『シナリオ』第19巻第5号通巻第179号所収、シナリオ作家協会、1963年5月発行、p. 104.
- 「シナリオ・コンクール入選の頃をふりかえって」国弘威雄・鈴木孝枝・岸生朗・阿部桂一 : 『シナリオ』第19巻第9号通巻第183号所収、シナリオ作家協会、1963年9月発行、p. 128-131.
- 「へんな人」阿部桂一 : 『シナリオ』第19巻第11号通巻第185号所収、シナリオ作家協会、1963年11月発行、p. 18-19.
- 「映画製作の実際・企画から封切まで 『三匹の侍』の場合」阿部桂一 : 『シナリオ』第20巻第7号通巻第193号所収、シナリオ作家協会、1964年7月発行、p. 42-49.
- 「試写室 『頭上の脅威』」阿部桂一 : 『シナリオ』第21巻第4号通巻第203号所収、シナリオ作家協会、1965年5月発行、p. 58.
- 「現代俳優論 シナリオ作家からのファン・レター」市原悦子・阿部桂一 : 『シナリオ』第22巻第2号通巻第212号所収、シナリオ作家協会、1966年2月発行、p. 31-61.
- 「試写室 『サイレンサー』」阿部桂一 : 『シナリオ』第22巻第7号通巻第217号所収、シナリオ作家協会、1966年7月発行、p. 65.
- 「ショート・シナリオ集 4」阿部桂一・山田野理夫・小山仁義 : 『シナリオ』第23巻第1号通巻第223号所収、シナリオ作家協会、1967年1月発行、p. 90-96.
- 「構成とハコ書き」新井一・沢村勉・阿部桂一(立体的映画・テレビシナリオ作法事典) : 『シナリオ』第24巻第3巻第237号所収、シナリオ作家協会、1968年3月発行、p. 17-23.
- 「某月某日」阿部桂一・東盛作 : 『シナリオ』第25巻第4号通巻第250号所収、シナリオ作家協会、1969年4月発行、p. 10.

#### 1970年代 - 1990年代
- 「猿の軍団」小松左京・田中光二・豊田有恒・阿部桂一・上山ひろ志 : 『小学四年生』第53巻第8号所収、小学館、1974年11月発行、p. 192.
- 「猿の軍団」小松左京・田中光二・豊田有恒・阿部桂一・上山ひろ志 : 『小学四年生』第53巻第9号所収、小学館、1974年12月発行、p. 140.
- 「猿の軍団」小室孝太郎・小松左京・田中光二・豊田有恒・阿部桂一 : 『小学四年生』第53巻第10号所収、小学館、1975年1月発行、p. 33.
- 「猿の軍団」小室孝太郎・小松左京・田中光二・豊田有恒・阿部桂一 : 『小学四年生』第53巻第11号所収、小学館、1975年2月発行、p. 67.
- 「猿の軍団」小室孝太郎・小松左京・田中光二・豊田有恒・阿部桂一 : 『小学四年生』第53巻第12号所収、小学館、1975年3月発行、p. 205.
- 「コンクール体験記 プロへの他流試合」阿部桂一 : 『シナリオ』第31巻第4号通巻第321号所収、シナリオ作家協会、1975年4月発行、p. 46-47.
- 「シナリオ作家志望者へ 創作の視点」芦沢俊郎・阿部桂一・安部徹郎・石森史郎・井手俊郎・井手雅人・鶉野昭彦・内田弘三・大川タケシ・大川久男・大原清秀・大原豊・大藪郁子・岡田正代・押川国秋・尾中洋一・桂千穂・久貴千賀子・小松君郎・西条道彦・佐治乾・白坂依志夫・田井洋子・高久進・高橋正圀・高橋稔・髙山由紀子・竹内進・武末勝・田波靖男・田村多津夫・ちゃき克彰・出倉宏・直居欽哉・長尾広生・野波静雄・迫間健・長谷部慶次・林弘明・布勢博一・松岡清治・松本功・宮川一郎・山浦弘靖・山田正弘・山根優一郎・横光晃 : 『シナリオ』第35巻第3号通巻第368号所収、シナリオ作家協会、1979年3月発行、p. 15-23.
- 同上・後篇 : 『シナリオ』第35巻第4号通巻第369号所収、シナリオ作家協会、1979年4月発行、p. 94-96.
- 「新人映画シナリオコンクール歴代入賞者に聞く 栄光の体験と創作の技法 2」阿部桂一・石森史郎・林弘明・雪室俊一 : 『シナリオ』第44巻第7号通巻第480号所収、シナリオ作家協会、1988年7月発行、p. 21-29.
- 「作家通信」阿部桂一・石堂淑朗・桑田健司・坂田義和・中原朗・山田信夫・吉田憲二 : 『シナリオ』第46巻第11号通巻第508号所収、シナリオ作家協会、1990年11月発行、p. 128-129.
- 「追悼・阿部桂一」鬼頭麟兵 : 『シナリオ』第47巻第10号通巻第519号所収、シナリオ作家協会、1991年10月発行、p. 111.